# 솔로몬 제도 국가 올림픽 위원회
솔로몬 제도 국가 올림픽 위원회(영어: National Olympic Committee of Solomon Islands)는 솔로몬 제도를 대표하는 국가 올림픽 위원회이다. IOC 코드는 SOL이다. 본부는 호니아라에 있으며 오세아니아 국가 올림픽 위원회에 소속되어 있다.
1983년에 설립되었으며 같은 해에 국제 올림픽 위원회의 승인을 받았다. 올림픽, 퍼시픽 게임, 코먼웰스 게임을 비롯한 국제 스포츠 대회에 참가하는 솔로몬 제도의 선수들을 대표한다.

## 같이 보기
- 올림픽 솔로몬 제도 선수단